# Flávio Duncan
Flávio Duncan (Rio de Janeiro, 12 de setembro de 1979) é um escritor, músico,  administrador e especialista em marketing, gerenciamento de projetos e gestão estratégica.  Seu engajamento em projetos sociais fez com que fosse indicado ao Prêmio Nobel da Paz.

## Biografia
Nascido no bairro de Vaz Lobo, no Rio de Janeiro, filho de uma empresária e um administrador, de família de classe média, Flávio cresceu sem muito luxo. Passou sua infância no bairro Madureira, berço do samba carioca, onde foi possível desde cedo observar os contrastes da cidade onde nasceu e ter mais sensibilidade para questões sociais. Muito ligado às artes e com paixão declarada pela música, chegou a estudar canto e violino nos conservatórios de Música do Estado do Rio de janeiro. 

## Trabalho Social
Aos 18 anos, se torna escritor e já possui projetos sociais desenvolvidos no Rio de janeiro, se tornando Fundador da Sociedade Amaro, instituição criada em homenagem a família de sua mãe, criando o primeiro grande portal de responsabilidade social do Brasil. 
Defensor e iniciado as Religiões de matriz africana, Flávio se torna desde então referência para questões de diferentes vertentes sociais, com projetos inclusivos, objetivos e que passaram a dar voz às minorias presentes em diferentes seguimentos da sociedade. 
Aos 19 anos, já inicia sua trajetória implantando projetos inovadores das mais diferentes áreas de atuação sociais, beneficiando a milhares de jovens e crianças com idade entre 0 e 17 anos em projetos como: Gravidez precoce, Uso de Drogas, Vítimas de Violência doméstica, Situação de Rua e Exploração Sexual Infanto-Juvenil. 
Além de prestar consultoria a diversas instituições e organizações civis na implantação de projetos e políticas sociais, Flávio é palestrante e se dedicou ao estudo de implantação de políticas públicas eficazes em vários lugares do mundo. 
Hoje Flávio é célula ativa em militâncias sociais e idealizador do portal: Pescador de Ideias, formando a primeira grande rede de responsabilidade social internauta do Brasil com mais de 5 milhões de pessoas cadastradas em apenas um mês e meio no ar. Através de todo o trabalho que desenvolve, Flávio passou a tornar-se referência para questões de combate a vulnerabilidade social e violência em bolsões de pobreza, comuns no Brasil, onde sem seu trabalho, centenas de pessoas jamais teriam acesso a instrução e oportunidade.

## Indicação ao Prêmio Nobel da Paz
Por ser considerado uma das referências no Brasil para assuntos ligados ao terceiro setor, projetos e desenvolvimento Social, dezenas profissionais atuantes na área social e uma das universidades mais conceituadas do Brasil, encaminharam ao comitê organizador um dossiê que retratava com fidelidade a importância das ações implantadas por Duncan, seus livros e sobre os projetos que ele executou. 
Sua indicação foi aceita e ele disputou o Prêmio Nobel da Paz em 2012, sendo considerado o mais jovem representando o Brasil na história da premiação.

## Livros Publicados

### Pescador de ideias
No ano de 2012, com o lançamento de seu primeiro livro, homônimo a rede de responsabilidade social, Pescador de ideias, seu trabalho passa a se tornar conhecido dentro e fora do Brasil, despertando interesse de organizações internacionais, pela forma humana que realizava suas ações, atendendo com qualidade a um número cada vez maior de pessoas com seus projetos. O portal “Pescador de Ideias”, que hoje, através das redes sociais, agrega mais de 5 milhões de pessoas, tornou-se um marco de transformação e conexão, permitindo que a informação fosse levada a diferentes regiões do mundo com troca de informação junto a própria sociedade.
Este livro ensina e motiva as pessoas para projetos sociais. Com o desafio capacitar a qualquer pessoa que se sinta motivada a interagir com projetos e apresentar soluções para os problemas cotidianos de sua região, através de uma linguagem extremamente simples, a obra ensina até mesmo a quem não tem acesso a instrução de forma prática e objetiva. 
Com o passar dos anos e com o crescimento de seu trabalho, Flávio arremessou-se em dezenas de comunidades carentes, palestrando em escolas, faculdades, empresas, Igrejas e todo tipo de lugar que pudesse acomodar pessoas. Seu intuito era fazer com que “outros Flávios Duncan” surgissem no caminho e que sua verdadeira “corrente do bem”,pudesse mobilizar cada vez mais pessoas para abraçar os problemas que a sociedade apresenta, deixando de depositar a expectativa de resolução apenas nas mãos dos poderes governamentais.

### Diários do meio-fio
Sua segunda obra, lançada ao final do ano de 2012, é fruto de um intenso trabalho realizado pelo próprio escritor, que sem apoio algum, conseguiu angariar indicadores preciosos, mapeando e aferindo dados comportamentais de pessoas que encontravam-se em situação de rua. Com esse material, foi possível dar origem ao livro, que traz depoimentos vivenciais sobre quem essas pessoas eram antes de viver essa triste realidade. 
Sem se dar conta, Duncan acabou realizando o primeiro mapeamento com população em situação de rua no Brasil. Através de seu trabalho foi possível obter dados importantes sobre o comportamento das pessoas em estado de vulnerabilidade extrema, antes desconhecido pelos poderes governamentais, auxiliando na tratativa dessas questões e oferecendo dados importantíssimos aos órgãos de competência.

### Preconceito
Um de seus mais polêmicos trabalhos, foi lançado em dezembro de 2018 e mobilizou uma verdadeira legião de pessoas que já acompanhavam Duncan pelas redes, tendo suas vendas esgotadas no Brasil já nas primeiras semanas. A obra que traz informação, depoimentos e contextualização histórica sobre o preconceito no Brasil e no mundo, aborda a questões polêmicas na arte, na história e em nossa sociedade, retratando temas como: homofobia, transfobia, xenofobia, misoginia, preconceito racial, intolerância religiosa e muitas outras vertentes do preconceito
Na data de seu lançamento, o evento realizado, apesar de encontrar apoio e receptividade de grande parte da População no Brasil, também encontrou resistência promovida pelos mais conservadores, já que contou com apresentações de pessoas vestidas de orixás (deuses cultuados nas religiões de matriz africana), danças étnicas e ainda com apresentações de Drag Queens, conseguindo reunir um misto interessante de tribos e seguimentos sociais, que já vem causando mobilização nas redes em prol da obra lançada.
O escritor, acredita que trazer essas discussões as pautas, falar sobre esses temas e explicar cada uma dessas questões, simboliza um avanço no combate ao preconceito e na garantia de direitos, pois ajuda a construir um diálogo salutar, na busca por uma sociedade menos discriminatória, menos segregadora e menos violenta.

Conquistando desta vez a atenção de outros países o trabalho do escritor parece não ter mais barreiras. Em 2019 suas obras foram lançadas em outras línguas, como:inglês, espanhol, italiano e francês, atendendo a repercussão que seu trabalho conquistou fora do Brasil.